# Chiến tranh giành độc lập Ukraina
Chiến tranh giành độc lập Ukraina là một cuộc xung đột quân sự có sự tham gia của nhiều bên từ năm 1917 đến năm 1921, chứng kiến sự hình thành và phát triển của một nước cộng hòa Ukraina độc lập, hầu hết lãnh thổ sau đó được sáp nhập vào Liên Xô với tư cách Cộng hòa Xã hội chủ nghĩa Xô viết Ukraina vào năm 1922.
Cuộc chiến bao gồm các xung đột quân sự giữa các lực lượng chính phủ, chính trị và quân sự khác nhau. Những bên tham chiến bao gồm những người theo chủ nghĩa dân tộc Ukraina, những người theo chủ nghĩa vô chính phủ Ukraina, quân của Đức và Áo-Hung, Quân đội Tình nguyện Bạch vệ Nga và quân Ba Lan. Họ đấu tranh để giành quyền kiểm soát Ukraina sau Cách mạng Tháng Hai (tháng 3 năm 1917) tại Đế quốc Nga. Lực lượng Đồng Minh của Romania và Pháp cũng tham gia.
Thuật ngữ Chiến tranh Ukraina–Xô viết được sử dụng phổ biến tại Ukraina thời hậu Xô viết cho các sự kiện diễn ra từ năm 1917 đến năm 1921, ngày nay được coi về cơ bản là cuộc chiến giữa Cộng hòa Nhân dân Ukraina và Bolshevik (Nga Xô viết và Ukraina Xô viết). Chiến tranh xảy ra ngay sau Cách mạng Tháng Mười khi Lenin phái nhóm viễn chinh của Antonov đến Ukraina và Nam Nga.
Cuộc đấu tranh kéo dài từ tháng 2 năm 1917 đến tháng 11 năm 1921 và dẫn đến sự chia cắt Ukraina, chủ yếu giữa Liên Xô và Ba Lan. Truyền thống lịch sử Liên Xô nhìn nhận chiến thắng của Bolshevik là hành động giải phóng Ukraina khỏi sự chiếm đóng của quân đội Tây và Trung Âu (bao gồm cả Ba Lan). Ngược lại, các nhà sử học Ukraina hiện đại cho đây là một cuộc chiến tranh giành độc lập thất bại của Cộng hòa Nhân dân Ukraina chống lại những người Bolshevik.
Cuộc xung đột có thể được xem là nằm trong khuôn khổ Mặt trận phía Nam trong Nội chiến Nga năm 1917–1922, cũng như giai đoạn kết thúc của Mặt trận phía Đông trong Chiến tranh thế giới thứ nhất năm 1914–1918.

## Bối cảnh

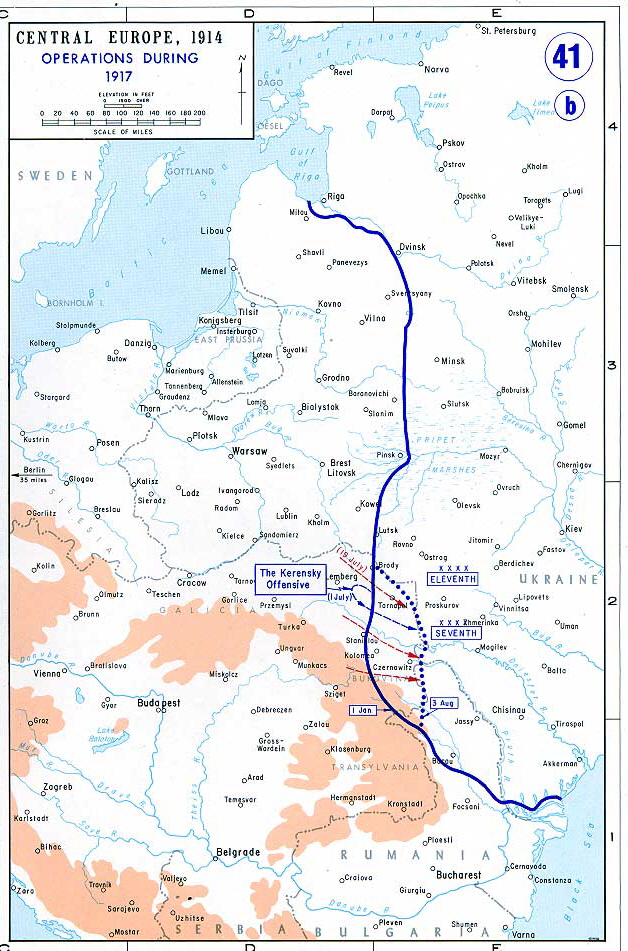
Mặt trận phía Đông của Thế chiến I năm 1917

Trong Chiến tranh thế giới thứ nhất, Ukraina nằm tại tuyến đầu của các bên tham chiến chính: Entente-Đồng minh gồm Đế quốc Nga và Romania, và Liên minh Trung tâm gồm Đế quốc Đức và Áo-Hung.  Vào đầu năm 1917, sau Cuộc tấn công Brusilov của Lục quân Đế quốc Nga—thành công về mặt chiến lược nhưng tốn thất nặng về mặt nhân lực của quân đội—quân của Sa hoàng giành được một phần Volyn và phía đông Galicia.
Cách mạng Tháng Hai năm 1917 đã khuyến khích nhiều nhóm dân tộc trong Đế quốc Nga đòi quyền tự trị lớn hơn và nhiều mức độ tự quyết khác nhau.  Một tháng sau, Cộng hòa Nhân dân Ukraina được tuyên bố thành lập tại Kiev, đây là một thực thể tự trị có quan hệ chặt chẽ với Chính phủ lâm thời Nga, và được điều hành bởi Rada Trung ương ("Hội đồng Trung ương") do những người xã hội chi phối. Chính phủ lâm thời yếu đuối và kém hiệu quả tại Petrograd tiếp tục trung thành với Entente và cuộc thế chiến ngày càng mất lòng dân, hon phát động Cuộc tấn công Kerensky vào mùa hè năm 1917. Cuộc tấn công này hoàn toàn là một thảm họa đối với Lục quân Nga. Cuộc phản công của Đức khiến Nga mất hết thành quả năm 1916 và hủy hoại tinh thần của quân đội, gây ra sự tan rã gần như hoàn toàn của các lực lượng vũ trang và bộ máy cai trị trên toàn Đế quốc Nga rộng lớn.
Nhiều binh sĩ và sĩ quan đào ngũ—đặc biệt là người dân tộc người Ukraina—đã mất niềm tin vào tương lai của Đế quốc, và họ nhận thấy Rada Trung ương ngày càng tự quyết là một giải pháp thay thế tốt hơn nhiều. Nestor Makhno bắt đầu hoạt động vô chính phủ của ông tại miền nam Ukraina bằng cách tước vũ khí của binh lính và sĩ quan Nga đào ngũ vượt sông Haychur cạnh Huliaipole, trong khi tại phía đông trong vùng công nghiệp Donbass thường xuyên xảy ra các cuộc đình công của các công đoàn bị Bolshevik thâm nhập.

## Lịch sử

### Ukraina sau Cách mạng Nga, 1917
Tất cả điều này đã dẫn đến Cách mạng Tháng Mười tại Petrograd, nhanh chóng lan rộng khắp đế quốc. Khởi nghĩa Bolshevik Kiev vào tháng 11 năm 1917 dẫn đến thất bại của lực lượng Cộng hòa Nga thuộc Quân khu Kiev. Ngay sau đó, Rada Trung ương nắm quyền tại Kiev. Trong khi đó, vào cuối tháng 12 năm 1917 Bolshevik thành lập Ukraina Xô viết đối địch tại thành phố miền đông Kharkov—ban đầu cũng được gọi là "Cộng hòa Nhân dân Ukraina". Các hành động thù địch chống lại chính quyền Rada Trung ương tại Kiev bắt đầu ngay lập tức. Trong hoàn cảnh đó, nền độc lập được tuyên bố trong Phổ cập thứ tư của Hội đồng Trung ương Ukraina vào ngày 22 tháng 1 năm 1918, và Rada cắt đứt quan hệ với Cộng hòa Nga. Giống như trường hợp của các nước Baltic, nền độc lập của Cộng hòa Nhân dân Ukraina của Rada không được chính phủ Xô viết mới của Nga công nhận.
Rada có trong tay một lực lượng vũ trang hạn chế (Quân đội Nhân dân Ukraina) và bị các lực lượng của Đảng Cộng sản Ukraina gây áp lực mạnh tại Kharkov. Tại thành phố này Vladimir Antonov-Ovseenko thành lập trụ sở, với ý định cắt đứt quân của Kaledin tại Don khỏi Ukraina. Lực lượng Bolshevik do Mikhail Artemyevich Muravyov chỉ huy nhanh chóng chiếm Poltava, sau đó là Yekaterinoslav (Dnipro) vào ngày 10 tháng 1, Zherminka và Vinnitsa vào ngày 23 tháng 1, Odessa vào ngày 30 tháng 1 và Nikolaev vào ngày 4 tháng 2. Bị chậm lại do Trận Kruty vào ngày 30 tháng 1, nhưng được hỗ trợ nhờ cuộc khởi nghĩa tháng Một tại nhà máy vũ khí Kiev, thành phố Kiev bị Hồng quân chiếm giữ vào ngày 9 tháng 2. Các Bộ trưởng Rada chạy trốn đến Zhytomyr. Muravyov sau đó giao chiến với quân Romania tại Bessarabia.
Trên khắp Ukraina, những người Bolshevik địa phương cũng thành lập các nước cộng hòa Odessa và Donetsk–Krivoy Rog; và tại phía nam Nestor Makhno thành lập Makhnovshchina—một lãnh thổ vô chính phủ—sau đó liên minh lực lượng của mình với những người Bolshevik. Hầu hết các đơn vị Lục quân Nga còn lại liên minh với những người Bolshevik hoặc gia nhập Quân đội Nhân dân Ukraina. Một ngoại lệ đáng chú ý là Thượng tá Mikhail Drozdovsky, ông hành quân đơn vị Quân đội Tình nguyện Bạch vệ của mình trên khắp Novorossiya đến sông Don, đánh bại quân của Makhno trong quá trình này.

### Đức can thiệp, 1918

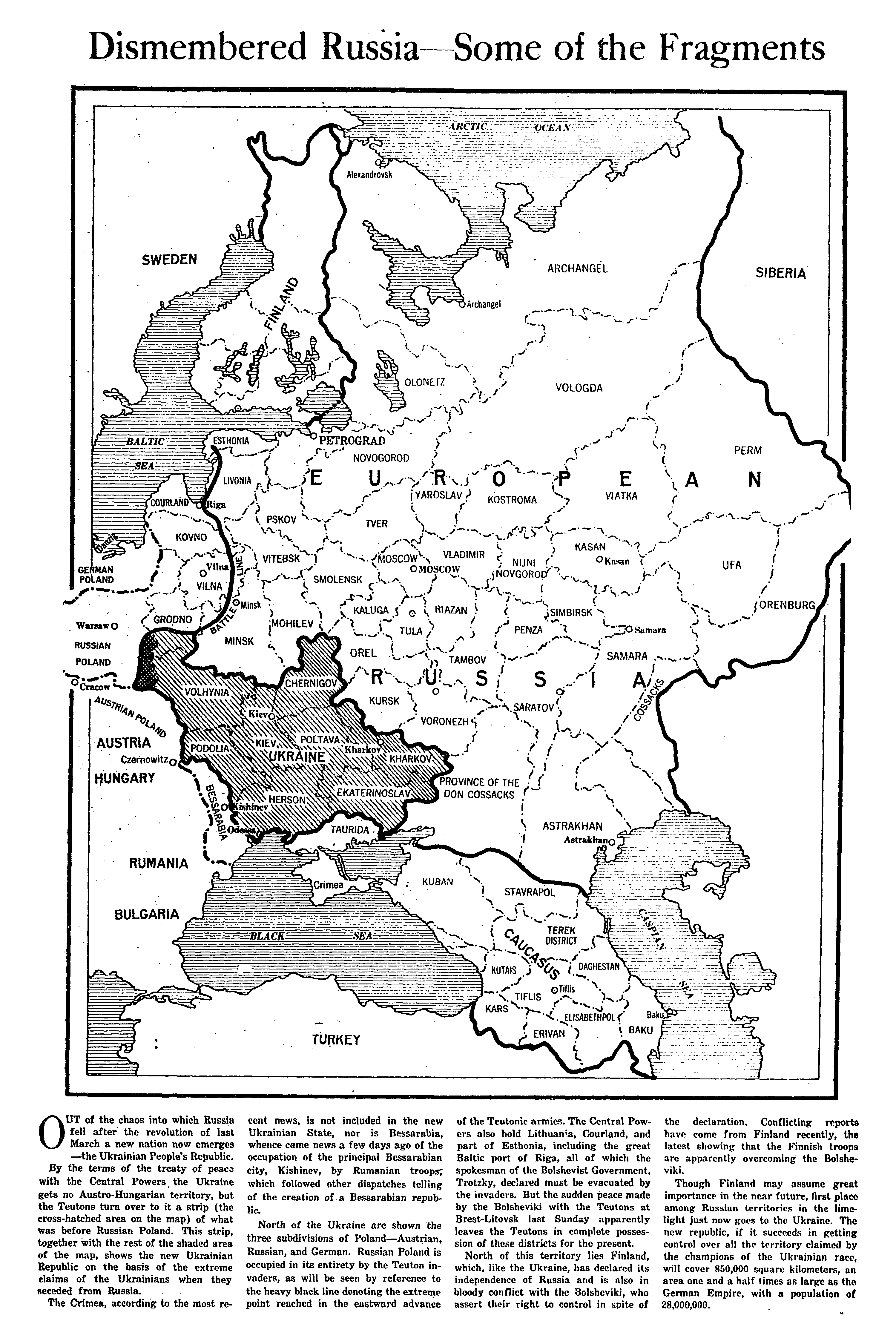
Các lãnh thổ được Cộng hoà Nhân dân Ukraina yêu sách trước khi sáp nhập các vùng đất của người Ukraina tại Áo-Hung
(bài báo tháng 2 năm 1918 trên The New York Times)

Đối mặt với thất bại sắp xảy ra, Rada quay sang hướng tới các đối thủ vẫn còn thù địch của mình là  Liên minh Trung tâm để đạt được một thỏa thuận ngừng bắn và liên minh, điều này được Đức chấp nhận trong Hiệp định Brest-Litovsk (ký ngày 9 tháng 2 năm 1918), nhằm đổi lấy nguồn cung cấp lương thực vô cùng cần thiết mà Cộng hòa Nhân dân Ukraina sẽ cung cấp cho người Đức. Quân đội Đế quốc Đức và Áo-Hung sau đó đẩy lui quân Bolshevik ra khỏi Ukraina, đánh chiếm Kiev vào ngày 1 tháng 3. Hai ngày sau, những người Bolshevik ký kết Hiệp ước Brest-Litovsk, chính thức chấm dứt tình trạng thù địch tại Mặt trận phía Đông của Chiến tranh thế giới thứ nhất và để Ukraina nằm trong phạm vi ảnh hưởng của Đức. Vào ngày 13 tháng 3 năm 1918, quân đội Ukraina và quân đội Áo-Hung đã nắm được Odessa. Quân đội Nhân dân Ukraina nắm quyền kiểm soát Donbass vào tháng 4 năm 1918. Cũng trong tháng 4 năm 1918, Quân đội Nhân dân Ukraina và Lục quân Đế quốc Đức loại bỏ lực lượng Bolshevik khỏi Krym. Vào ngày 5 tháng 4 năm 1918, Lục quân Đức nắm quyền kiểm soát Yekaterinoslav, và ba ngày sau là Kharkov. Đến tháng 4 năm 1918, mọi thành quả của Bolshevik tại Ukraina đều bị mất đi; điều này là do sự thờ ơ của người dân địa phương và kỹ năng chiến đấu khi đó của Hồng quân kém hơn so với các đối thủ Áo-Hung và Đức của họ.

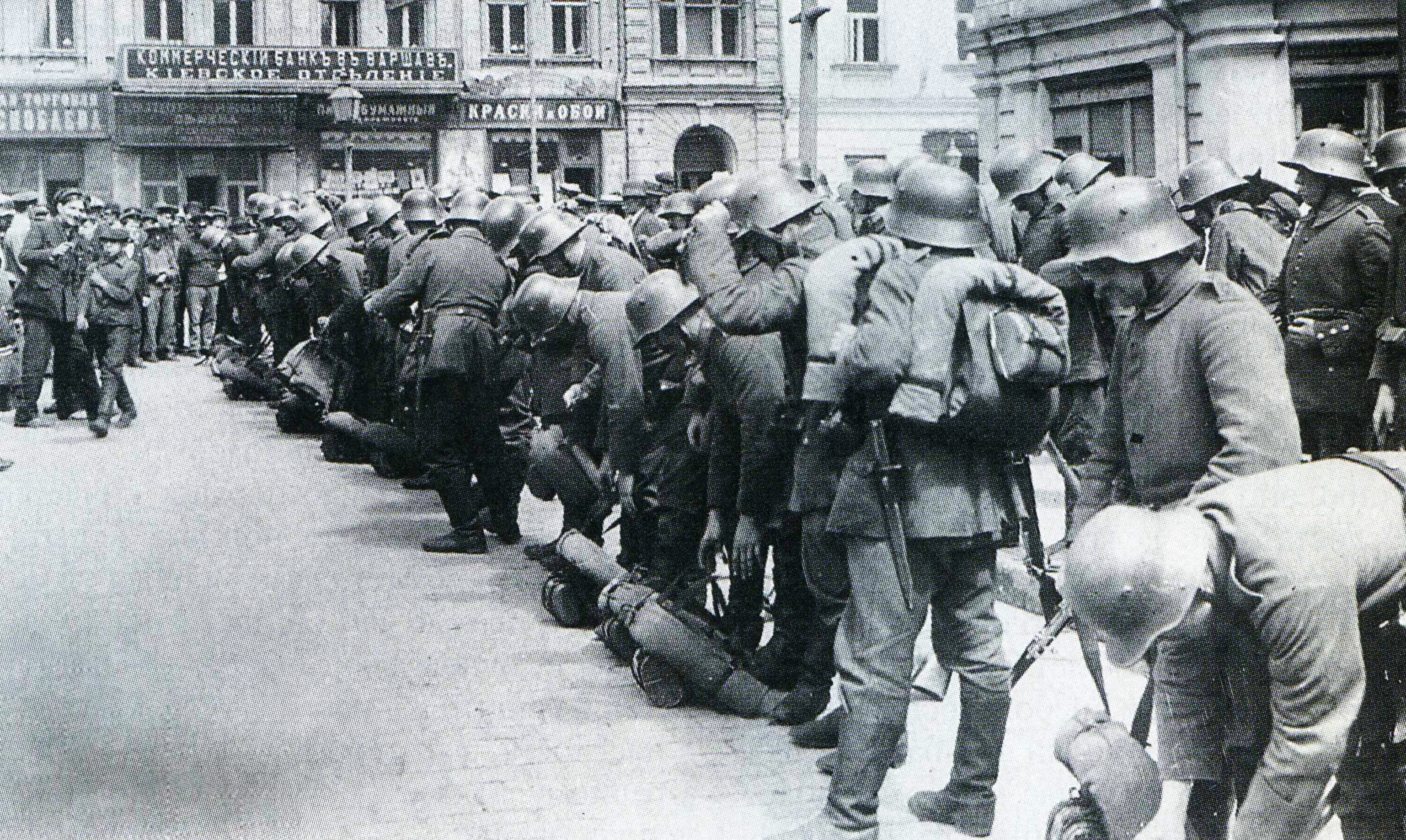
Binh sĩ Đức tại Kiev, 1918

Tuy nhiên, tình trạng xáo trộn vẫn tiếp diễn khắp miền Đông Ukraina, nơi những người Bolshevik địa phương, các nhóm tự vệ nông dân được gọi là "quân đội xanh", và phe vô chính phủ Quân đội Khởi nghĩa Cách mạng Ukraina từ chối phục tùng Đức. Tướng cũ của Lục quân Đế quốc Nga là Pavlo Skoropadsky lãnh đạo một cuộc đảo chính thành công do Đức hậu thuẫn chống lại Rada vào ngày 29 tháng 4. Skoropadsky tuyên bố thành lập Quốc gia Ukraina bảo thủ (còn được gọi là "Quốc gia hetman") với tư cách là quân chủ, và đảo ngược nhiều chính sách tiến bộ của chính phủ cũ dưới thời Đảng Xã hội-Cách mạng Ukraina. Chính phủ mới có quan hệ chặt chẽ với Berlin, nhưng Skoropadsky chưa bao giờ tuyên chiến với bất kỳ cường quốc Entente nào; ông cũng đặt Ukraina vào một vị thế khiến nơi đây trở thành nơi trú ẩn an toàn cho nhiều người thuộc tầng lớp thượng lưu và trung lưu chạy trốn Bolshevik Nga, và rất muốn tuyển dụng nhiều cựu binh sĩ và sĩ quan Lục quân Nga.
Bất chấp sự quấy rối lẻ tẻ từ Makhno, lãnh thổ Quốc gia Ukraina được hưởng hòa bình tương đối cho đến tháng 11 năm 1918; khi Liên minh Trung tâm bị đánh bại tại Mặt trận phía Tây, Đức rút quân hoàn toàn khỏi Ukraina. Skoropadsky rời Kiev cùng với quân Đức, và chế độ này bị lật đổ bởi Đốc chính Ukraina do Đảng Lao động Dân chủ Xã hội Ukraina lãnh đạo.

### Tiếp tục chiến sự, 1919

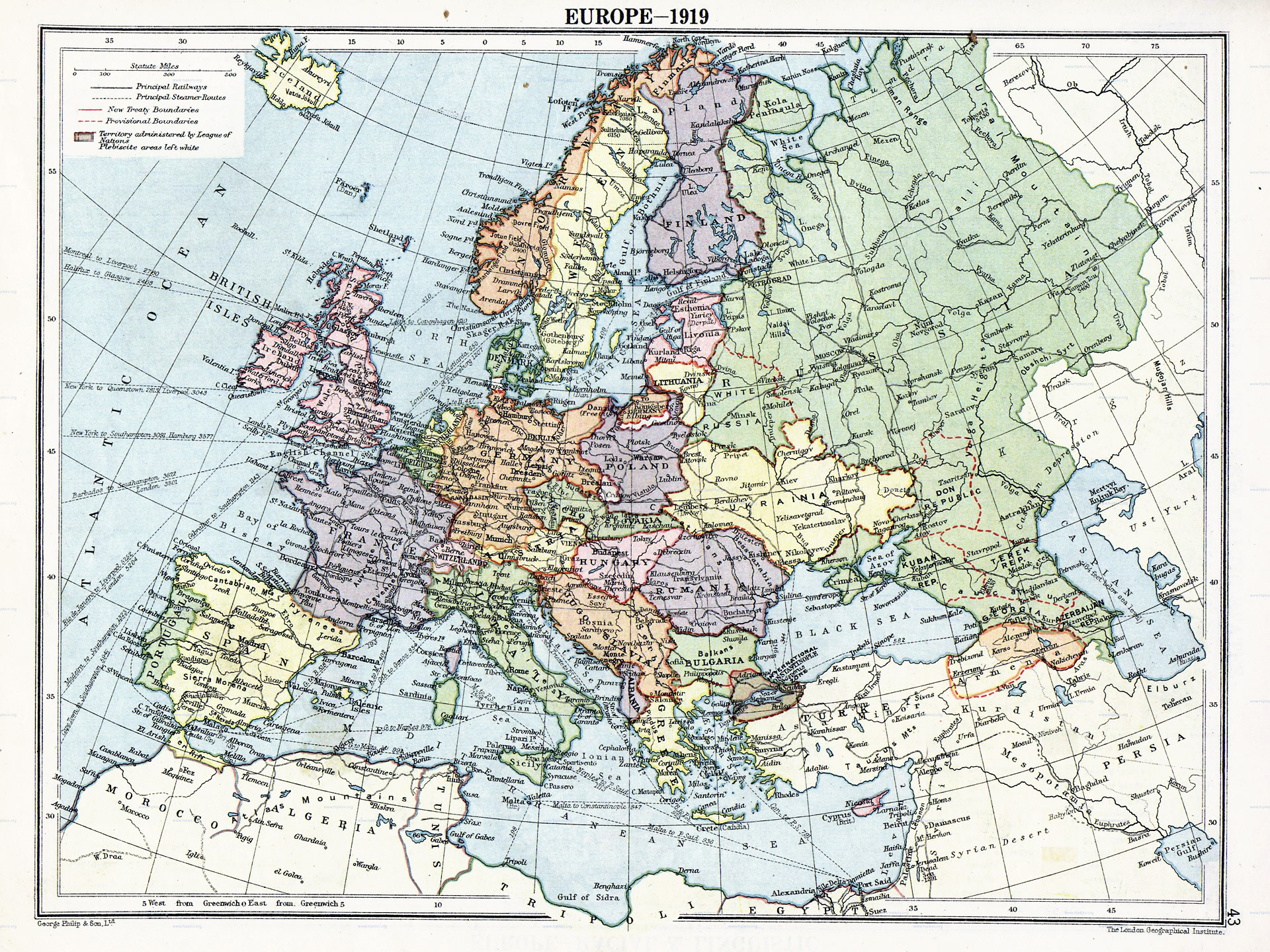
Châu Âu năm 1919 sau các hiệp định Brest Litovsk

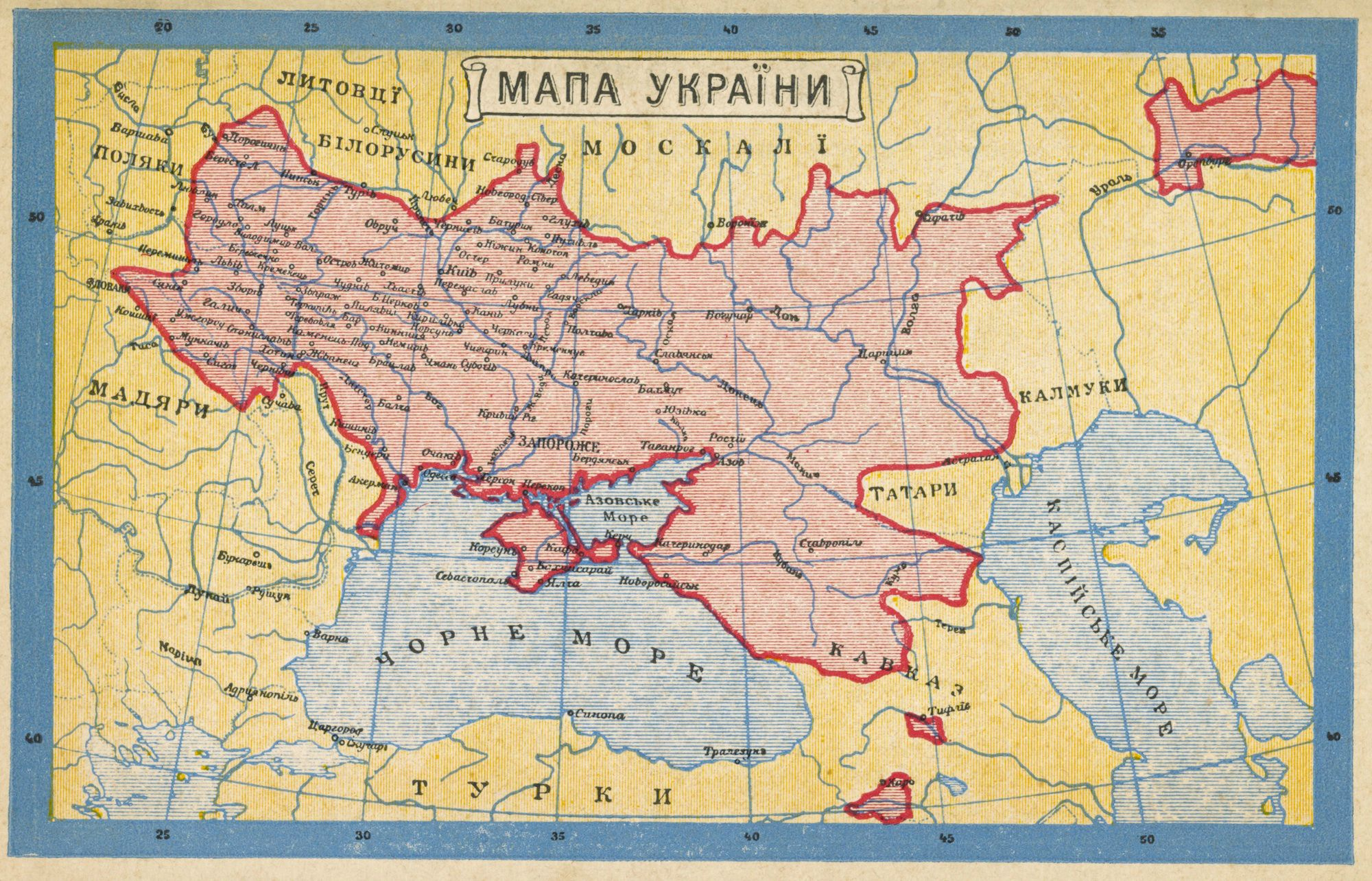
Ukraine theo một tấm bưu thiếp cũ từ năm 1919

Gần như ngay lập tức sau thất bại của Đức, chính phủ của Lenin bãi bỏ Hiệp ước Brest-Litovsk—mà Leon Trotsky mô tả là "không có chiến tranh, không có hòa bình"—và xâm chiếm Ukraina cũng như các quốc gia khác tại Đông Âu được thành lập dưới sự bảo hộ của Đức. Đồng thời, sự sụp đổ của Liên minh Trung tâm ảnh hưởng đến tỉnh thuộc Áo cũ là Galicia, nơi có người Ukraina và người Ba Lan sinh sống. Người Ukraina tuyên bố thành lập Cộng hòa Nhân dân Tây Ukraina tại Đông Galicia, mong muốn hợp nhất với Cộng hòa Nhân dân Ukraina; trong khi người Ba Lan tại Đông Galicia—chủ yếu tập trung tại Lwów (tiếng Ukraina: Lviv)— thì trung thành với Cộng hòa Ba Lan thứ hai mới thành lập. Hai bên ngày càng trở nên thù địch với nhau. Vào ngày 22 tháng 1 năm 1919, Cộng hòa Nhân dân Tây Ukraina và Cộng hòa Nhân dân Ukraina ký kết đạo luật liên minh tại Kiev. Đến tháng 10 năm 1919, Quân đội Galicia Ukraina của Tây Ukraina bị quân Ba Lan đánh bại trong Chiến tranh Ba Lan–Ukraina và Đông Galicia bị sáp nhập vào Ba Lan;  Hội nghị Hòa bình Paris năm 1919 trao Đông Galicia cho Ba Lan trong 25 năm.
Sự thất bại của Đức cũng mở cửa Biển Đen cho Đồng Minh, và vào giữa tháng 12 năm 1918 một số lực lượng hỗn hợp dưới quyền chỉ huy của Pháp đổ bộ xuống Odessa và Sevastopol, và vài tháng sau là tại Kherson và Nikolaev. Tuy nhiên, vào ngày 2 tháng 4, Louis Franchet d'Espèrey ra lệnh cho Philippe Henri Joseph d'Anselme sơ tán khỏi Odessa trong vòng 72 giờ. Tương tự, vào ngày 30 tháng 4, quân Pháp sơ tán khỏi Sevastopol. Theo Kenez, "người Pháp rút lui không phải để tránh thất bại mà để tránh giao tranh. Họ không có kế hoạch sơ tán. Người Pháp để lại những kho quân trang khổng lồ. Họ bắt tay vào một kế hoạch đầy tham vọng mà không có mục tiêu rõ ràng, không có  sự hiểu biết về hậu quả và không có đủ lực lượng.":180–202
Một cuộc tấn công mới và nhanh chóng của Bolshevik đã tràn qua hầu hết miền Đông và miền Trung Ukraina vào đầu năm 1919. Kiev—dưới quyền kiểm soát của Đốc chính của Symon Petliura—rơi vào tay Hồng quân một lần nữa vào ngày 5 tháng 2, và chính phủ Ukraina Xô viết lưu vong được tái lập thành Cộng hòa Xô viết Xã hội chủ nghĩa Ukraina. Cộng hòa Nhân dân Ukraina buộc phải rút lui vào Đông Galicia dọc biên giới Ba Lan, từ Vinnytsia đến Kamianets-Podilskyi, và cuối cùng đến Rivne. Theo Chamberlin, tháng 4 là thành công quân sự lớn nhất của Xô viết tại Ukraina, "Chế độ Xô viết hiện nay ít nhất trên danh nghĩa đã được thành lập trên toàn Ukraina, ngoại trừ phần Lưu vực Donetz do Denikin nắm giữ." Tuy nhiên, vào tháng 5, Xô viết phải đối phó với cuộc binh biến của Otaman Nykyfor Hryhoriv và cuộc tiến công của quân Denikin.

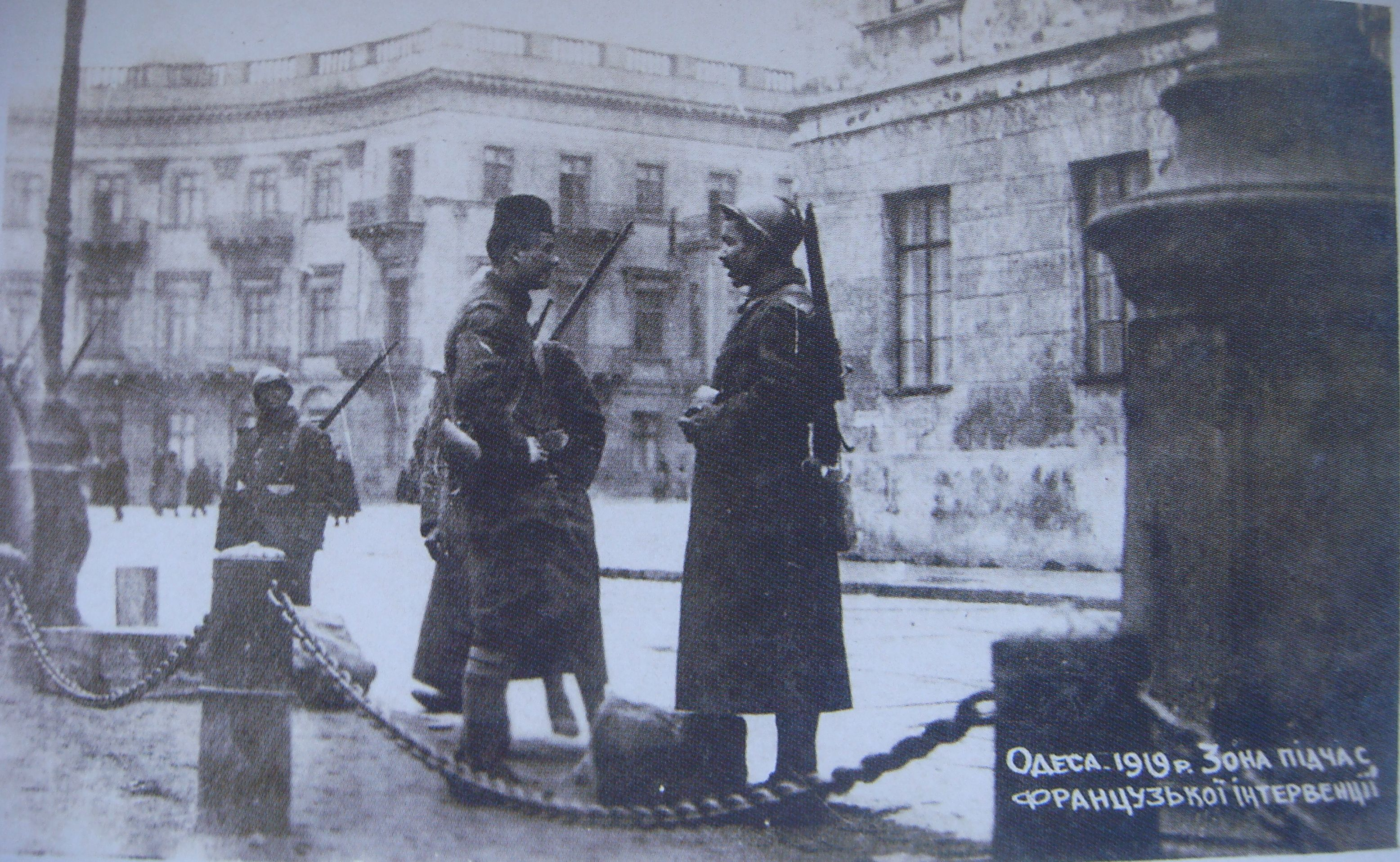
Quân Pháp tại Odessa, 1919

Vào ngày 25 tháng 6 năm 1919, Lực lượng vũ trang Nam Nga của Denikin đã chiếm được Kharkov, tiếp theo là Ekaterinoslav vào ngày 30 tháng 6. Theo Peter Kenez, "Cuộc tiến công của Denikin tại Ukraina là ngoạn mục nhất. Ông ta chiếm Poltava vào ngày 31 tháng 7, Odessa vào ngày 23 tháng 8 và Kiev vào ngày 31 tháng 8."
Tuy nhiên, đến mùa đông, làn sóng chiến tranh đã đảo ngược một cách dứt khoát, và đến năm 1920, toàn bộ miền Đông và miền Trung Ukraina ngoại trừ Krym lại nằm trong tay phe Bolshevik. Những người Bolshevik cũng phản bội và đánh bại Nestor Makhno, đồng minh cũ của họ chống lại Denikin.

### Ba Lan can thiệp, 1920

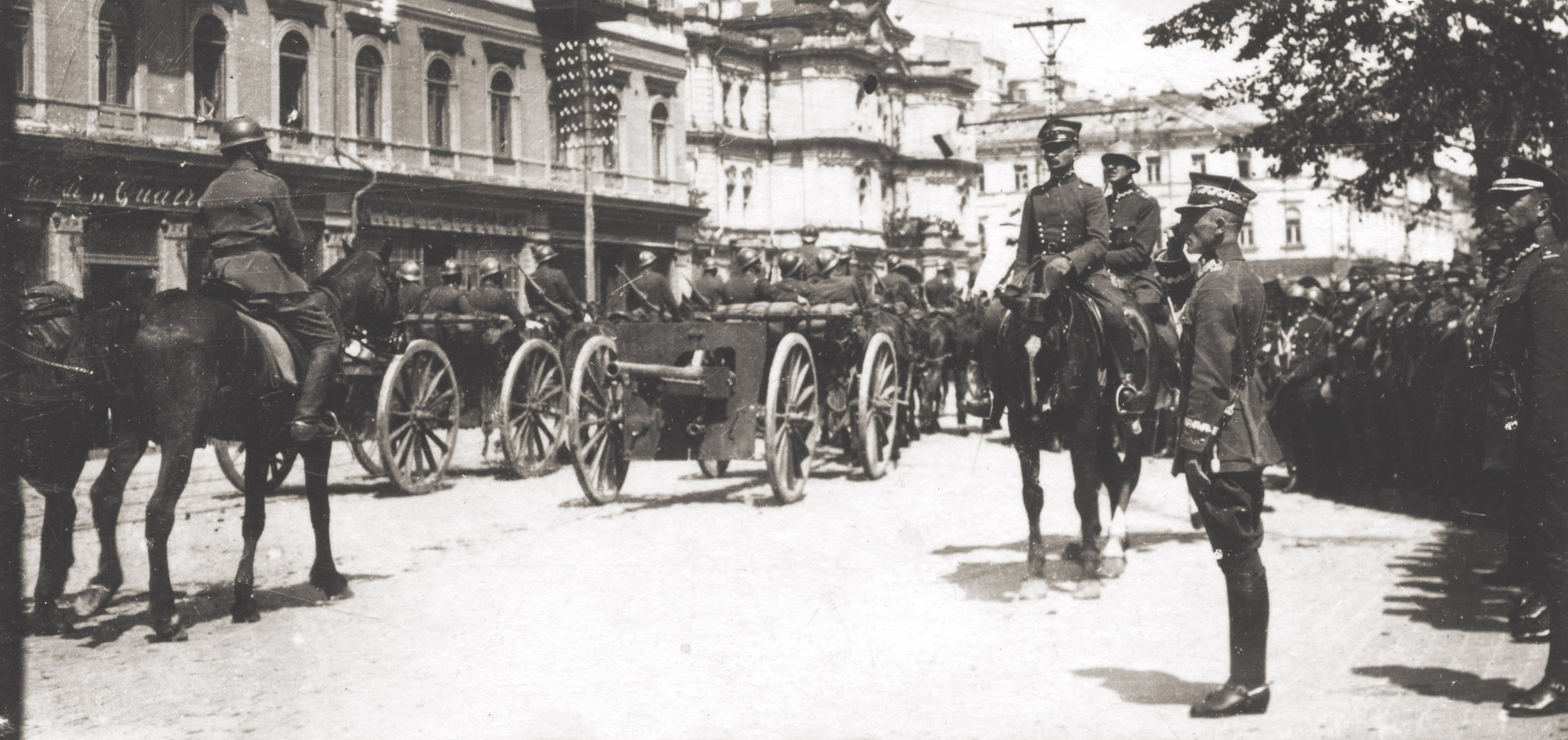
Edward Śmigły-Rydz chào đón Quân đội Ba Lan trong cuộc duyệt binh kỷ niệm chiến thắng cuộc tấn công 1920 giải phóng Kiev, vào ngày 8 tháng 5 năm 1920

Một lần nữa đối mặt với thất bại sắp xảy ra, Cộng hòa Nhân dân Ukraina quay sang đối thủ cũ của mình là Ba Lan; và vào tháng 4 năm 1920, Józef Piłsudski và Symon Petliura ký một thỏa thuận quân sự tại Warszawa để chống lại những người Bolshevik. Giống như liên minh trước đây với Đức, động thái này hy sinh một phần chủ quyền của Ukraina: Petliura công nhận việc Ba Lan sáp nhập Galicia và đồng ý với vai trò của Ukraina trong giấc mơ của Piłsudski về một liên bang do Ba Lan lãnh đạo tại Trung và Đông Âu.
Ngay sau khi liên minh được ký kết, quân Ba Lan tham gia cùng quân đội Ukraina trong cuộc tấn công Kiev nhằm chiếm miền trung và miền nam Ukraina khỏi sự kiểm soát của những người Bolshevik. Liên quân thành công ban đầu khi đến Kiev vào ngày 7 tháng 5 năm 1920. Tuy nhiên, chiến dịch của Ba Lan-Ukraina là một chiến thắng kiểu Pyrros. Vào cuối tháng 5, Hồng quân do Mikhail Tukhachevsky chỉ huy tổ chức một cuộc phản công lớn tại phía nam Zhytomyr, họ đẩy quân Ba Lan gần như hoàn toàn ra khỏi Ukraina, ngoại trừ Lvov tại Galicia. Trong một sự đảo ngược khác, vào tháng 8 năm 1920, Hồng quân bị đánh bại gần Warszawa và buộc phải rút lui. Quân Bạch vệ dưới quyền Tướng quân Wrangel lợi dụng tình hình và bắt đầu một cuộc tấn công mới tại miền nam Ukraina. Trong hoàn cảnh kết hợp là thất bại quân sự của họ tại Ba Lan, cuộc tấn công mới của phe Bạch vệ và điều kiện kinh tế thảm khốc trên khắp Nga Xô viết—những điều này buộc những người Bolshevik phải tìm kiếm một hiệp định đình chiến với Ba Lan.

### Kết thúc chiến sự, 1921
Ngay sau trận chiến tại Warszawa, những người Bolshevik yêu cầu hòa bình với Ba Lan. Người Ba Lan lúc này kiệt sức và liên tục bị áp lực bởi các chính phủ phương Tây và Hội Quốc Liên, cùng với việc quân đội của họ đã kiểm soát được phần lớn lãnh thổ tranh chấp, nên sẵn sàng đàm phán. Xô viết đưa ra hai đề nghị: một vào ngày 21 tháng 9 và một vào ngày 28 tháng 9. Phái đoàn Ba Lan đưa ra lời đề nghị đối ứng vào ngày 2 tháng 10. Vào ngày 5, Xô viết đưa ra những sửa đổi đối với lời đề nghị của Ba Lan và được Ba Lan chấp nhận. Hiệp ước hòa bình và các điều kiện đình chiến sơ bộ giữa một bên là Ba Lan và bên còn lại là Ukraina Xô viết và Nga Xô viết được ký kết vào ngày 12 tháng 10, và hiệp định đình chiến có hiệu lực vào ngày 18 tháng 10. Các văn kiện phê chuẩn được trao đổi tại Liepāja vào ngày 2 tháng 11 năm 1920. Các cuộc đàm phán kéo dài về hiệp ước hòa bình cuối cùng được diễn ra sau đó.
Trong khi đó, quân Ukraina của Petliura, lúc này có quân số 23.000 binh sĩ và kiểm soát các vùng lãnh thổ ngay sát phía đông của Ba Lan, đã lên kế hoạch tấn công tại Ukraina vào ngày 11 tháng 11 nhưng lại bị những người Bolshevik tấn công vào ngày 10 tháng 11. Đến ngày 21 tháng 11, sau nhiều trận chiến, họ bị đẩy sang lãnh thổ do Ba Lan kiểm soát.
Vào ngày 18 tháng 3 năm 1921, Ba Lan ký kết hiệp ước hòa bình tại Riga, Latvia, với Nga Xô viết và Ukraina Xô viết. Điều này đã chấm dứt một cách hiệu quả các nghĩa vụ liên minh của Ba Lan với Cộng hòa Nhân dân Ukraina của Petliura. Theo hiệp ước này, những người Bolshevik công nhận quyền kiểm soát của Ba Lan đối với Galicia (tiếng Ukraina: Halychyna) và Tây Volyn, tức phần phía tây của Ukraina, trong khi Ba Lan công nhận phần miền trung, miền đông và miền nam Ukraina là một phần của Ukraina Xô viết.
Sau khi đảm bảo được hòa bình tại mặt trận phía Tây, những người Bolshevik ngay lập tức tiến hành trấn áp tàn dư của Bạch vệ. Sau cuộc tấn công vào eo đất Perekop, Hồng quân tràn vào Krym.  Wrangel sơ tán Quân đội Tình nguyện đến Constantinople vào tháng 11 năm 1920. Sau thất bại về quân sự và chính trị, Đốc chính tiếp tục duy trì quyền kiểm soát một số lực lượng quân sự của mình; vào tháng 10 năm 1921, họ phát động một loạt cuộc tấn công du kích vào miền trung Ukraina, đánh xa về phía đông đến tỉnh Kiev. Vào ngày 4 tháng 11, quân du kích của Đốc chính chiếm được Korosten và chiếm giữ một kho quân nhu, nhưng vào ngày 17 tháng 11 năm 1921, lực lượng này bị kỵ binh Bolshevik bao vây và bị tiêu diệt.

## Hậu quả
Tại huyện Cherkasy của tỉnh Cherkasy hiện nay (khi đó tại tỉnh Kiev), một người đàn ông địa phương tên là Vasyl Chuchupak lãnh đạo "Cộng hòa Kholodnyi Yar" nhằm đấu tranh cho nền độc lập của Ukraina. Phong trào tồn tại từ năm 1919 đến năm 1922, khiến nơi này trở thành lãnh thổ cuối cùng được nắm giữ bởi những người ủng hộ vũ trang cho một nhà nước Ukraina độc lập, trước khi sáp nhập Ukraina vào Liên Xô với tư cách là một nước cộng hòa xã hội chủ nghĩa xô viết.
Năm 1922, Nội chiến Nga sắp kết thúc tại Viễn Đông, và những người cộng sản tuyên bố thành lập Liên bang Cộng hòa Xã hội chủ nghĩa Xô viết (Liên Xô) với vị thế là một liên bang của Nga, Ukraina, Byelorussia và Ngoại Kavkaz. Chính phủ Ukraina Xô viết gần như bất lực trước một bộ máy Đảng Cộng sản nguyên khối tập trung hoá có trụ sở tại Moskva. Trong nhà nước mới, người Ukraina ban đầu được hưởng vị trí dân tộc danh nghĩa trong thời kỳ bản địa hóa và Ukraina hóa. Tuy nhiên, đến năm 1928 Joseph Stalin củng cố quyền lực tại Liên Xô. Do đó, một chiến dịch đàn áp văn hóa bắt đầu, lên đến đỉnh điểm vào những năm 1930 khi xảy ra Holodomor, một nạn đói nhân tạo quy mô lớn do chính phủ Liên Xô dàn dựng và cướp đi sinh mạng của hàng triệu người. Vùng đất của người Ukraina do Ba Lan kiểm soát có rất ít quyền tự trị, cả về chính trị và văn hóa, nhưng họ không bị ảnh hưởng bởi nạn đói. Vào cuối những năm 1930, biên giới nội bộ của Cộng hòa Xã hội chủ nghĩa Xô viết Ukraina đã được vẽ lại nhưng không có thay đổi đáng kể nào.
Tình trạng chính trị của Ukraina vẫn không thay đổi cho đến Hiệp ước Molotov–Ribbentrop giữa Liên Xô và Đức Quốc xã vào tháng 8 năm 1939, trong đó Hồng quân liên minh với Đức Quốc xã để xâm chiếm Ba Lan và sáp nhập Volyn và Galicia vào Cộng hòa Xã hội chủ nghĩa Xô viết Ukraina. Vào tháng 6 năm 1941, Đức và các đồng minh xâm lược Liên Xô và chinh phục hoàn toàn Ukraina trong năm đầu tiên của cuộc xung đột. Sau chiến thắng của Liên Xô trên Mặt trận phía Đông của Chiến tranh thế giới thứ hai, trong đó người Ukraina đã đóng góp rất lớn, khu vực Ruthenia Karpat từng là một phần của Tiệp Khắc trước thế chiến đã được sáp nhập vào Cộng hòa Xã hội chủ nghĩa Xô viết Ukraina, cũng như các bộ phận của Ba Lan giữa hai thế chiến. Sự mở rộng cuối cùng của Ukraina diễn ra vào năm 1954, khi Krym được chuyển cho Ukraina với sự chấp thuận của nhà lãnh đạo Liên Xô Nikita Khrushchev.

## Di sản
Cuộc chiến được miêu tả trong tiểu thuyết Bạch vệ của Mikhail Bulgkov.
Nhiều bài hát dân gian được viết từ năm 1918 đến năm 1922 lấy cảm hứng từ những con người và sự kiện của cuộc xung đột này. "Oi u luzi chervona kalyna" và "Oi vydno selo" được lấy cảm hứng từ đơn vị quân súng trường Sich Ukraina của Lục quân Áo-Hung, đã trở thành  tiểu đoàn nòng cốt của Quân đội Galicia Ukraina của Cộng hòa Nhân dân Tây Ukraina.  "Pisnya pro Tiutiunnyk" được lấy cảm hứng từ các sự kiện xung quanh chỉ huy lữ đoàn Quân đội Nhân dân Ukraina Yuriy Tiutiunnyk. Một bài hát khác được viết vào thời điểm này là "Za Ukrayinu".  Những "bài hát chiến tranh" này bắt đầu được hát công khai trở lại tại phần phía tây của Ukraina Xô viết sau khi bắt đầu glasnost của nhà lãnh đạo Liên Xô Mikhail Gorbachev, và lấy lại được sự nổi tiếng khắp Ukraina sau khi độc lập — đặc biệt là trong thời kỳ cuộc xâm lược của Nga.
Một di sản âm nhạc khác của thời kỳ này là Capella Cộng hòa Ukraina (sau này là 'Dàn hợp xướng quốc gia Ukraina), được thành lập vào đầu năm 1919 bởi chính phủ Đốc chính của Symon  Petliura. Dưới quyền chỉ đạo của Oleksandr Koshetz, Capella/dàn hợp xướng lưu diễn tại Châu Âu và Bắc Mỹ từ năm 1919 đến năm 1921 và khi sống lưu vong từ năm 1922 đến năm 1927; phổ biến các bài hát "Shchedryk" và "Oi khodyt son, kolo vikon"—có ảnh hưởng đến việc sáng tác các ca khúc nổi tiếng bằng tiếng Anh lần lượt là "Carol of the Bells" và "Summertime".
Vào thế kỷ 21, lá cờ Cộng hòa Kholodnyi Yar được nhìn thấy trong các cuộc biểu tình Euromaidan, dẫn đến Cách mạng Nhân phẩm và sau đó được Tiểu đoàn Azov sử dụng trong  Chiến tranh Donbas 2014–2022.

## Hình ảnh

Quốc huy của Cộng hòa Nhân dân Ukraina (1917–1918); được khôi phục với thân phận Đốc chính (tháng 11 năm 1918 – 1921).
Quốc kỳ của Cộng hòa Nhân dân Ukraina được sử dụng từ tháng 1 đến tháng 3 năm 1918; Màu xanh-vàng này được Quốc gia Ukraina của Skoropadsky giữ lại vào năm 1918, và Đốc chính của Petliura cũng giữ lại lá cờ này cho Cộng hòa Nhân dân Ukraina hồi sinh của họ (tháng 11 năm 1918 – 1921).[a]
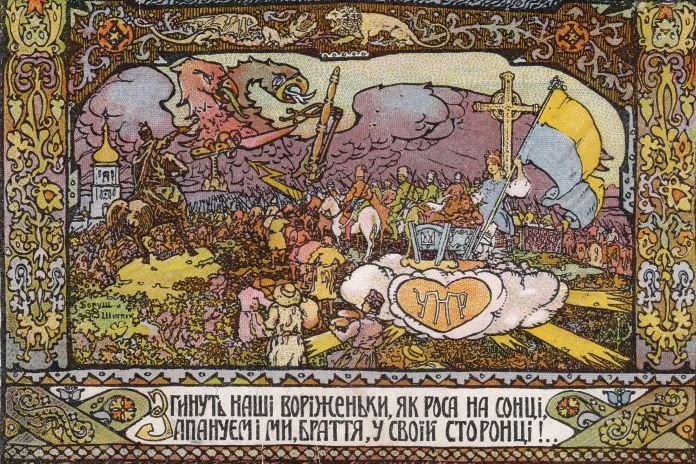
Một tờ rơi tuyên truyền ủng hộ Cộng hòa Nhân dân Ukraina, có lá cờ đầu tiên của Cộng hòa Nhân dân Ukraina; do B. Shippikh thiết kế tại Kiev, 1917.
Quốc kỳ của "Cộng hòa Nhân dân Ukraina" có trụ sở tại Kharkov [1] năm 1918.
Quốc kỳ của Ukraina Xô viết năm 1919; lưu ý từ viết tắt tiếng Nga "УССР" tại bên sát cột cờ.
Quốc huy của Quốc gia Ukraina của Skoropadsky, 1918.